# Morti nel 1596
| Questa pagina contiene informazioni ricavate automaticamente dalle voci biografiche con l'ausilio del template Bio e di un bot. L'aggiornamento è periodico e automatico e ricostruisce completamente la pagina. Se manca una persona in questa lista, sei pregato di non aggiungerla, ma accertati piuttosto che la sua voce biografica contenga il template Bio e che i dati anagrafici siano correttamente compilati. Se il template Bio manca, inseriscilo tu stesso o, in alternativa, metti l'avviso {{tmp\|Bio}} che ne segnala la mancanza. Se i dati riportati sono sbagliati, correggi direttamente la voce biografica; le modifiche saranno visibili in questa lista entro pochi giorni. Per chiarimenti vedi il progetto biografie. La lista contiene solo le 73 persone che sono citate nell'enciclopedia e per le quali è stato implementato correttamente il template Bio. Pagina aggiornata al 10 giu 2025. |

## Gennaio(4)
- 4 gennaio - Cristóbal de Mondragón, generale spagnolo (n. 1514)
- 14 gennaio - Gianfrancesco Morosini, cardinale italiano (n. 1537)
- 20 gennaio - Ferrante Caracciolo, I duca di Airola, nobile e militare italiano
- 28 gennaio - Francis Drake, corsaro, navigatore e politico inglese

## Febbraio(6)
- 7 febbraio - Giorgio I d'Assia-Darmstadt (n. 1547)
- 15 febbraio - Louis de Berlaymont, arcivescovo cattolico belga (n. 1542)
- 19 febbraio - Blaise de Vigenère, diplomatico, crittografo e traduttore francese (n. 1523)
- 25 febbraio - David Aichler, abate tedesco (n. 1545)
- 26 febbraio - Scipione di Manzano, umanista e letterato italiano (n. 1560)
- 29 febbraio - Pietro degli Angeli, umanista italiano (n. 1517)

## Marzo(1)
- 31 marzo - Francesco Ciceri, insegnante e letterato svizzero (n. 1521)

## Aprile(1)
- 3 aprile - Koca Sinan Pascià, militare e politico ottomano (n. 1506)

## Maggio(3)
- 6 maggio - Giaches de Wert, compositore fiammingo
- 6 maggio - Caterina Maria di Guisa, nobile francese (n. 1552)
- 29 maggio - Filippo Sega, cardinale e vescovo italiano (n. 1537)

## Giugno(2)
- 4 giugno - Gian Vincenzo Vitelli, condottiero italiano
- 21 giugno - Jean Liébault, medico e agronomo francese (n. 1535)

## Luglio(4)
- 10 luglio - Alessandro Alberti, pittore italiano (n. 1551)
- 15 luglio - Giuseppe Valeriano, pittore, architetto e gesuita italiano (n. 1542)
- 19 luglio - Francis Knollys, nobile inglese (n. 1514)
- 23 luglio - Henry Carey, I barone Hunsdon, nobile britannico (n. 1525)

## Agosto(2)
- 9 agosto - Cristoforo Castelletti, drammaturgo e poeta italiano
- 11 agosto - Gonzalo Argote de Molina, storico spagnolo (n. 1548)

## Settembre(7)
- 2 settembre - Giovanni Maria Zappi, storico e biografo italiano (n. 1519)
- 6 settembre - Diomede della Corgna, nobile e politico italiano (n. 1547)
- 9 settembre - Anna Jagellona, sovrana polacca (n. 1523)
- 14 settembre - Francisco de Toledo Herrera, gesuita e cardinale spagnolo (n. 1532)
- 23 settembre - Johannes Opsopoeus, filologo e medico tedesco (n. 1556)
- 25 settembre - Sarkis Rizzi, patriarca cattolico libanese
- 28 settembre - Margaret Clifford, contessa britannica (n. 1540)

## Novembre(3)
- 1º novembre - Pierre Pithou, scrittore francese (n. 1539)
- 9 novembre - George Peele, drammaturgo inglese (n. 1556)
- 16 novembre - Akizuki Tanezane, militare giapponese (n. 1548)

## Dicembre(6)
- 1º dicembre - Albertino Bottoni, medico e filosofo italiano
- 17 dicembre - Sakai Tadatsugu, militare giapponese (n. 1527)
- 20 dicembre - Paolo Fiammingo, pittore fiammingo
- 22 dicembre - Rocco Guerrini, militare e architetto italiano (n. 1525)
- 23 dicembre - Hattori Hanzō, condottiero e militare giapponese (n. 1541)
- 30 dicembre - Manuel de Sá, biblista e gesuita portoghese (n. 1530)

## Senza giorno specificato(34)
- Adam, pittore polacco
- Tiberio Alfarano, letterato, storico dell'arte e presbitero italiano (n. 1525)
- Andrea di Mariotto del Minga, pittore italiano (n. 1540)
- Bakshi Banu Begum, principessa indiana (n. 1540)
- Domenico Basa, tipografo italiano
- Domenico Bertacchi, medico italiano
- Jean Bodin, filosofo, economista e giurista francese (n. 1529)
- Giovanni Battista Cairati, architetto italiano
- Carletto Caliari, pittore italiano (n. 1570)
- Vincenzo Carrari, letterato e storico italiano (n. 1539)
- Bernardino Contin, scultore e architetto svizzero (n. 1530)
- Paolo Foglietta, poeta italiano (n. 1520)
- Gabriele I di Costantinopoli, arcivescovo ortodosso greco
- Simone Genga, architetto italiano (n. 1530)
- Girolamo Pico Fonticulano, architetto, matematico e urbanista italiano (n. 1541)
- George Gower, pittore inglese
- Karin Hansdotter, svedese (n. 1539)
- Daniel Heintz il Vecchio, architetto e scultore svizzero
- Isabella di Challant, nobile italiana (n. 1531)
- Taddeo Landini, scultore e architetto italiano
- John Lesley, vescovo cattolico scozzese (n. 1527)
- Luis López, teologo spagnolo (n. 1520)
- Giovanni Battista Mosto, compositore italiano
- No Keo Kuman, sovrano laotiano (n. 1571)
- Robert Norman, marinaio britannico (n. 1560)
- Benedetto Nucci, pittore italiano (n. 1515)
- Virginio Orsini, militare italiano (n. 1567)
- Pellegrino Tibaldi, architetto e pittore italiano (n. 1527)
- Juan Pérez de Moya, matematico e scrittore spagnolo (n. 1512)
- Alessandro Scalzi, pittore italiano
- Hamnet Shakespeare, inglese (n. 1585)
- Carvajal Simoncelli, vescovo cattolico italiano
- Sigismundus Suevus, matematico e teologo tedesco (n. 1526)
- Dario Varotari il Vecchio, pittore e architetto italiano (n. 1539)